# توتنهام هوتسبير موسم 2020–21
كان موسم 2020–21 هو الموسم التاسع والعشرون لتوتنهام هوتسبير في الدوري الإنجليزي الممتاز والموسم الثالث والأربعين على التوالي في الدرجة الأولى من نظام الدوري الإنجليزي لكرة القدم. بعد احتلاله المركز السادس في موسم الدوري 2019–20، دخل توتنهام الدوري الأوروبي في الجولة التأهيلية الثانية، ووصل في النهاية إلى دور الستة عشر في المسابقة حيث خرج على يد دينامو زغرب. وفي كأس الاتحاد الإنجليزي، خرج النادي على يد إيفرتون في الجولة الخامسة.
في الدوري الإنجليزي الممتاز، خسر توتنهام مباراته الأولى على أرضه أمام إيفرتون، لكنه بعد ذلك واصل مسيرته الخالية من الهزائم حتى ديسمبر، وتصدر ترتيب الدوري لمدة أربعة أسابيع. مع الخسارة خارج أرضه أمام ليفربول، انخفض مستوى الفريق. قاد جوزيه مورينيو النادي إلى نهائي كأس كاراباو، حيث واجه مانشستر سيتي. ومع ذلك، بسبب تراجع المستوى في الدوري، تم إقالته مع طاقمه التدريبي في 19 أبريل 2021،  وتم استبداله باللاعب السابق ريان ماسون كمدرب مؤقت حتى نهاية الموسم.  كانت أول مباراة لماسون في قيادة توتنهام ضد ساوثهامبتون على أرضه، والتي فاز بها توتنهام. وكانت المباراة التالية هي نهائي كأس كاراباو، حيث فاز مانشستر سيتي بصعوبة 1-0.
كان هذا الموسم ملحوظًا بعودة غاريث بيل من ريال مدريد على سبيل الإعارة لفترة ثانية لمدة موسم واحد في توتنهام، وهي المرة الأولى التي يلعب فيها في شمال لندن بعد 2012–13.